# Edward John Miers
Edward John Miers (Rio de Janeiro (Brazilië), 1851 - Burchetts Green nabij Maidenhead (Engeland), 15 oktober 1930) was een Brits carcinoloog. Hij was een kleinzoon van ingenieur en botanicus John Miers (1789-1879), en een broer van de mineraloog Sir Henry Miers. Edward John beschreef wetenschappelijk ongeveer 32 nieuwe geslachten en 260 nieuwe soorten Decapoda.
Hij was van 1872 tot 1885 curator van de Crustacea aan het Natural History Museum van Londen. Daar beschreef hij de soorten die de Britse zeemacht uit alle hoeken van de wereld verzameld had en die de Britse Admiraliteit aan het museum had geschonken.  Zijn belangrijkste werk was de beschrijving van de krabbensoorten die verzameld waren tijdens de expeditie van H.M.S. Challenger van 1872-1876.
Het wetenschappelijk werk viel samen met de verhuizing van de natuurwetenschappelijke collecties uit het British Museum in Bloomsbury naar het nieuwe Natural History Museum in de periode 1880-1885. Het vele werk had een nadelige invloed op zijn gezondheid en in november 1885 nam hij ontslag.